# Strand-Hotel Hübner

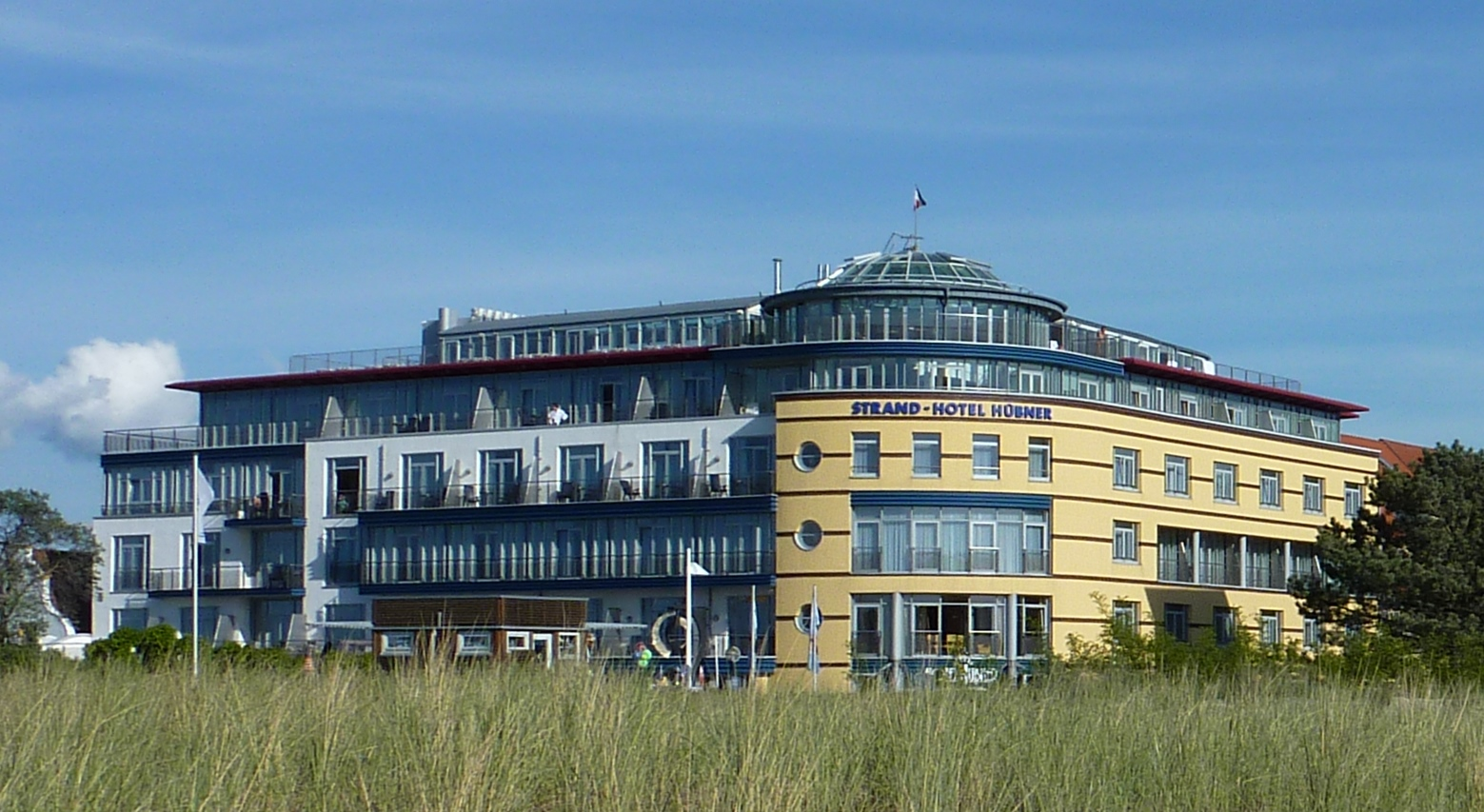
Der Neubau im Jahr 2013

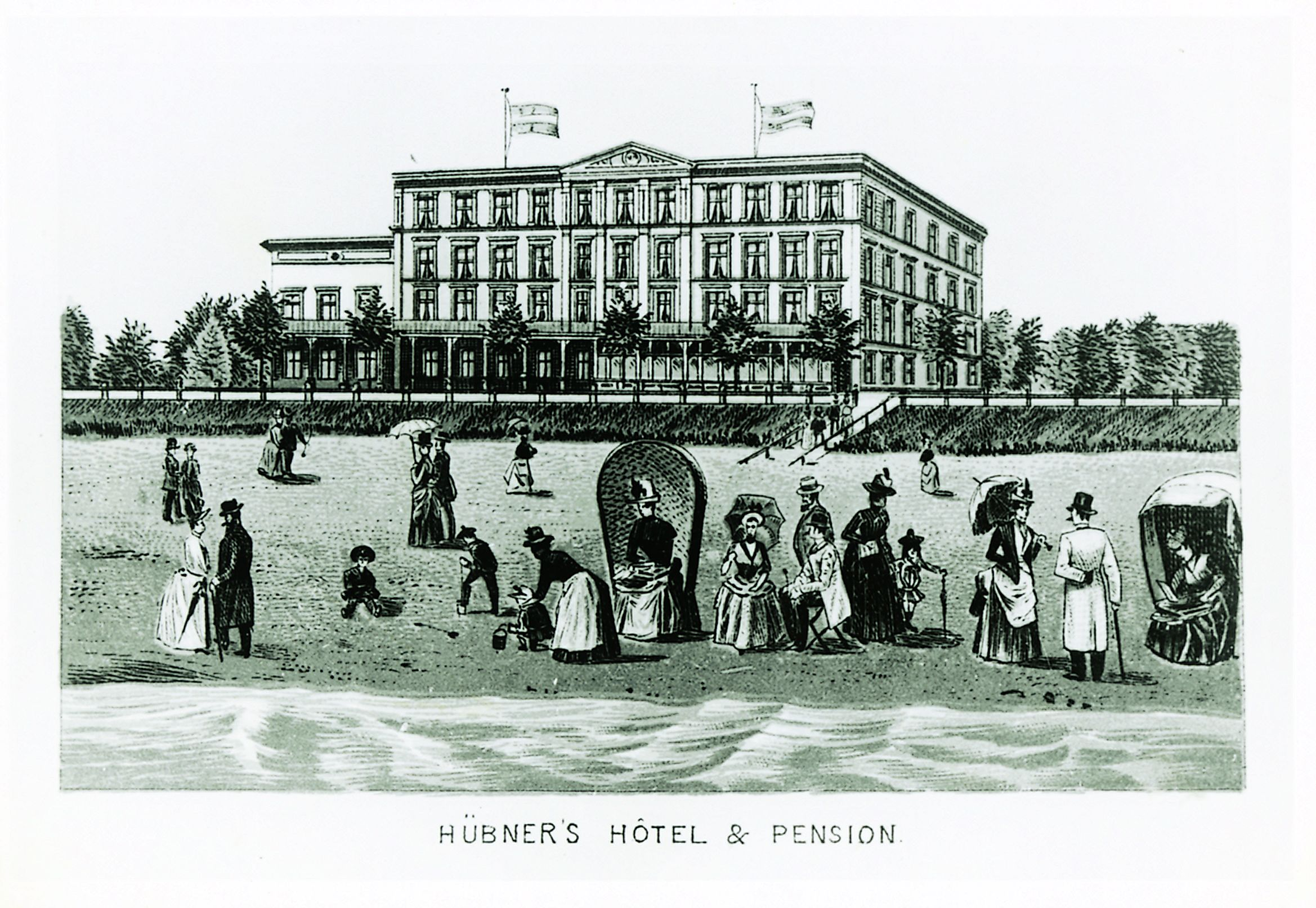
Das Hotelgebäude 1858

Das Strand-Hotel Hübner ist ein Hotel in Rostock-Warnemünde.

## Geschichte
1805 wurde Friedrich Gustav Hübner als Sohn eines Fahnenschmieds in Saal geboren. Nachdem er in Rostock eine Kaufmannslehre absolviert hatte, erwarb er dort im Jahr 1833 das Bürgerrecht. Er ließ sich als Schiffsausrüster am Burgwall nieder, später war er auch im Bier- und Getreideexport nach England tätig. Um die Mitte des 19. Jahrhunderts besaß er fünf Schiffe, darunter die Galeasse Catharina Maria. Neben seinen anderen Tätigkeiten war Hübner auch Pächter und Betreiber der Seebadeanstalten in Warnemünde. 1853 ergänzte er das Angebot für die Gäste um ein Warmbadehaus in der Seestraße 12, in dem auch Übernachtungsplätze angeboten wurden. Dieses erste Hotel Hübner baute Friedrich Gustav Hübner bis zu seinem Tod im Jahr 1879 immer weiter aus. Seine vier Kinder erbten ein stattliches Vermögen.
Wilhelm Hübner, der das Hotel ab 1880 führte, kaufte mehrere Nebenhäuser an und vergrößerte damit sowohl das Hotel als auch das Familienvermögen. Nach Wilhelm Hübners Tod im Jahr 1932 übernahmen die beiden Söhne Albert und Richard (Albert Hübner wurde von Walter Kempowski als tollkühner Motorradfahrer in Schöne Aussichten erwähnt) das Hotel; zwei weitere Söhne Wilhelm Hübners waren im Ersten Weltkrieg gefallen. 1939 standen 305 Betten in dem Hotel zur Verfügung.
In den letzten Jahren des Zweiten Weltkriegs wurde das Hotel beschlagnahmt und zum Lazarett umfunktioniert. Nach dem Einmarsch der Sowjetarmee in Rostock gelang es den Eignern des Hotels zwar, eine Zerstörung der Bauwerke zu verhindern, der größte Teil des Mobiliars wurde allerdings zerhackt. Die Rote Armee nutzte die Anlage ein Jahr lang als Soldatenunterkunft. 1946 wurden zwei Etagen des Hotels wieder eröffnet; allerdings mussten die Gäste sowohl ihre Verpflegung als auch ihr Bettzeug selbst mitbringen. Wenig später, 1949, wurde es unter dem Namen Kurt Bürger zum Lehrlingswohnheim der Warnowwerft umfunktioniert, nachdem Albert Hübner verhaftet und im Zuchthaus inhaftiert worden war. Dort verbrachte er elf Monate, ohne angeklagt zu sein. Im Zuge der Aktion Rose wurde die Familie Hübner 1953 entschädigungslos enteignet. Albert und Richard Hübner setzten sich mit ihren Familien in den Westen ab, wobei Albert Hübner die Grundsteuerbescheide für alle 13 Grundstücke, die der Familie 1953 in Warnemünde gehört hatten, mitnahm. Während Richard Hübner nach der Flucht eine Pension in Hamburg betrieb, pachtete Albert Hübner ein Hotel in Bad Harzburg. Als Pensionär zog er nach Travemünde, um seiner einstigen Heimat näher zu sein. Die Wiedervereinigung Deutschlands erlebte er nicht mehr.
Nach der Enteignung wurde das Hotel 1960 von den HO-Gaststätten übernommen und dann als „Strandhotel“ geführt. Die Söhne Albert Hübners machten ihre Ansprüche als Erbengemeinschaft nach dem Ende der DDR geltend und konnten sie mit Hilfe der geretteten Unterlagen rasch durchsetzen. Peter Hübner, der bei der Flucht 17 Jahre alt gewesen war, übernahm das Hotel 1992 gemeinsam mit seinen Kindern Jost-Hendrik und Anna-Kathrin und gründete zusammen mit weiteren Kommanditisten 1994 die Besitzgesellschaft "Hotel Hübner Grundstücks-GmbH & Co.KG". Diese eröffnete das Hotel im Jahr 1996 nach einem kompletten Neubau mit dann 95 Zimmern unter dem Namen "Strand-Hotel Hübner" wieder. Im April 2010 wurde auf einem Nachbargrundstück von den gleichen Betreibern das Park-Hotel Hübner mit 49 Zimmern eröffnet.
Ein weiterer Enkel von Albert Hübner betreibt in direkter Nachbarschaft das Hotel Bellevue, ebenfalls auf dem Grundstück des alten Hotel Hübner.
Das alte Hotel Hübner, in dem Gäste wie Hans Albers, Barbara Hutton, die Familie Krupp und der Großherzog von Mecklenburg und 1871 auch Theodor Fontane abgestiegen waren, war aufgrund der modernen Anforderungen an einen Hotelbetrieb nicht mehr nutzbar und wurde daher durch einen Neubau ersetzt.